# Alfredo Pöge
Alfredo W. Pöge (* 1940; † 24. März 2013) war ein deutscher Medizinchemiker und Sporthistoriker. Er gründete 1984 die International Federation of Football History & Statistics (IFFHS). 

## Leben

### Herkunft, Ausbildung und Privatleben
Pöge wuchs in der DDR als Waise auf. Sein Vater war Italiener und seine Mutter halb französischer sowie halb deutscher Abstammung, weshalb er selbst zunächst den Status eines Staatenlosen besaß. 
Zwischen 1960 und 1965 studierte er Chemie an der Karl-Marx-Universität in Leipzig. Dabei geriet er erstmals in politische Schwierigkeiten, als er in den medizinisch-naturwissenschaftlichen Prüfungsfächern zwar mit der Bewertung „sehr gut“ abschnitt, seine Leistungen im Fach Gesellschaftswissenschaften – und damit in der verpflichtenden marxistisch-leninistischen Aus- und Weiterbildung – jedoch lediglich als „ausreichend“ befunden wurden. Dies sei, so hielt man ihm vor, eine Provokation. Unmittelbar vor dem Abschlussexamen fiel der Universität seine Staatenlosigkeit auf. Nachdem Pöge sich bereit erklärt hatte, die Kosten seines Studiums in den ersten zehn Berufsjahren zu begleichen, erhielt er die Staatsbürgerschaft der DDR. Schließlich wurde er 1970 mit der Dissertation Ein Beitrag zur N-Lost-Chemotherapie der Krebserkrankungen – begutachtet von Siegfried Hauptmann, Helmut Wolff und Karlheinz Lohs – zum Dr. rer. nat. promoviert.
Alfredo Pöge und seine Ehefrau Uschi hatten zwei gemeinsame Söhne.

### Berufliche Karriere
Nach dem Studienabschluss fand Pöge seinen Einstieg ins Berufsleben am Universitätsklinikum Leipzig. Dort gelang ihm ein rascher Aufstieg und bereits im Alter von 28 Jahren wurde er zum Leiter der Abteilung für klinische Chemie und Labordiagnostik ernannt. Im Jahr 1970 teilte ihm die Kaderabteilung des medizinischen Bereichs der Universität allerdings mit, dass aus politischen Gründen ein Habilitierungsverbot für ihn bestehen würde. Damit war ihm der geplante Karriereweg zum ordentlichen Professor nicht mehr möglich.
Er widmete sich daraufhin in den folgenden Jahren verstärkt seiner privaten Leidenschaft – dem Sammeln und Erstellen historischer Fußballstatistiken. Am 27. März 1984 gründete er in seiner Wohnung im Leipziger Ortsteil Marienbrunn die Internationale Föderation für Fußball-Geschichte und Statistik. Von den Gründungsmitgliedern aus 20 Ländern waren einige persönlich anwesend, während andere ihr Einverständnis postalisch zusandten. Auch FIFA-Generalsekretär Helmut Käser signalisierte Sympathie für die Gründung. Durch ein erst nach der Gründung verschicktes offizielles Schreiben der IFFHS an den Deutschen Turn- und Sportbund (DTSB) erfuhren auch die Behörden von der Existenz des neuen Sportverbandes, der ohne die Genehmigung des DTSB-Vorsitzenden Manfred Ewald ins Leben gerufen worden war. Im Mai 1984 wurde Pöge deshalb vom Ministerium für Staatssicherheit erstmals aufgefordert, die Vereinigung wieder aufzulösen. Nach seiner Weigerung blieb er unter dauerhafter staatlicher Beobachtung und wurde ab August 1984 mehrfach vor das Leipziger Bezirksgericht geladen.
Schließlich wurde Pöge zusammen mit seiner Familie im Juni 1985 zur dauerhaften Ausreise aus der DDR gedrängt und ließ sich zunächst in Wiesbaden nieder, wo der ehemalige DFB-Bundestrainer Helmut Schön seinem Sohn einen Platz am Gymnasium vermittelte. Später verlegte Pöge seinen Wohnsitz – und damit auch den Hauptsitz der IFFHS – nach Bonn. Im 21. Jahrhundert sah er sich mit zunehmender Kritik an den intransparenten Strukturen der IFFHS und erheblichen öffentlichen Zweifeln an der Seriosität der Vereinigung konfrontiert.